# 928 Hildrun
928 Hildrun eller 1920 GP är en asteroid i huvudbältet, som upptäcktes den 23 februari 1920 av den tyske astronomen Karl Wilhelm Reinmuth i Heidelberg. Den är uppkallad efter helgonet Hildrun.
Asteroiden har en diameter på ungefär 62 kilometer.